# Шкурин, Павел Сергеевич
Павел Сергеевич Шкурин (1789—1856) — генерал-майор, участник Отечественной войны 1812 года, кавалер ордена святого Георгия 4 класса.

## Биография
Родился в 1789 году. Происходил из дворян. 27 января 1804 года поступил колонновожатым в свиту Его Императорского Величества по квартермистерской части. 15 июля 1805 года произведен в портупей-прапорщики, с переводом в Преображенский полк. 25 октября того же года переведен эст-юнкером в Кавалергардский полк и 14 февраля 1808 года произведен в корнеты. Участвовал с полком в кампаниях 1807 и 1812 гг. В 1810 году произведен в поручики, в 1813 году в штабс-ротмистры. Принимал участие в сражении под Малоярославцем. В 1813—1814 гг состоял при генерале Беннигсене и участвовал в делах под Дрезденом (1 октября), в сражении под Лейпцигом (6 октября) при Фрозе (27 октября).
В 1814 году в делах при Гасме и Гороне, на острове Вильгельмсбурге (28 января и 5 февраля), при взятии Тифемтанской батарей (4 марта).В 1815 году назначен адъютантом к князю Барклаю-деТолли, в 1816 году произведен в ротмистры. 4 марта 1818 года пожалован флигель-адъютантом, 25 июля того же года полковником. 2 октября 1827 года произведен в генерал-майоры, с назначением состоять при начальнике 2-й Конно-егерской дивизии, в 1832 году назначен состоять по кавалерии, а 1 февраля 1834 года уволен от службы, с мундиром и пенсией. Скончался в 1856 году.

## Награды
- Орден Святой Анны 4-й ст.
- Орден Святого Владимира 4-й ст.
- Орден Святой Анны 2-й ст.
- Золотое оружие «За храбрость»
- Орден Святого Георгия 4-кл